# Anaphes byrrhidiphagus
Anaphes byrrhidiphagus är en stekelart som beskrevs av Huber 1992. Anaphes byrrhidiphagus ingår i släktet Anaphes och familjen dvärgsteklar. Inga underarter finns listade i Catalogue of Life.